# الإعاقة في الصين
تعتبر الإعاقة في الصين أمرًا شائعًا، ووفقًا للأمم المتحدة، يُقدر أن حوالي 83 مليون شخص في الصين يعانون من الإعاقة.

## التركيبة السكانية
من إجمالي عدد الأفراد ذوي الإعاقة، يشكل الرجال 42.77مليون (51.55%) وتشكل النساء 40.19 مليون (48.45%)، مما يجعل نسبة الجنس 106.42 رجل معاق لكل 100 امرأة معاقة. علاوة على ذلك، 20.71مليون (25.96%) من أفراد المجتمع ذوي الإعاقة يقيمون في المناطق الحضرية، في حين أن 62.25 مليون (75.04%) في المناطق الريفية.
وفقًا لاتحاد الأشخاص ذوي الإعاقة في الصين، يبلغ عدد الأشخاص ذوي الإعاقة حوالي 12.33مليون (14.86%) من الأشخاص يعانون من إعاقات بصرية، 20.04مليون (24.16%) يعانون من إعاقة سمعية، 1.27مليون (1.53%) يعانون من إعاقة في الكلام، 24.12مليون (29.07%) لديهم إعاقة جسدية، 5.54مليون (6.68%) لديهم إعاقة ذهنية، 6.14مليون (7.40%) يعانون من إعاقة في النمو، و13.52مليون (16.30%) لديهم إعاقات متعددة.

## الاتجاهات

### انتشار الإعاقة
هناك حاليًا اثنتان فقط من الدراسات الاستقصائية الوطنية المنشورة حول الإعاقة والتي أجريت في الصين. نُشرت أول دراسة استقصائية وطنية حول الإعاقة في عام 1987، ونُشرت الدراسة الثانية في عام 2006. على مدى السنوات التسع عشرة الماضية، كان هناك زيادة في العدد الإجمالي للأفراد ذوي الإعاقة وفي نسبة الأشخاص ذوي الإعاقة إلى إجمالي السكان.
وباستخدام البيانات من المسحتين، وجد الباحثون أن معدل الإعاقة الخام ارتفع بنسبة 1.5% من عام 1987 (4.89%) إلى عام 2006 (6.39%). ومع ذلك، بمجرد تعديل البيانات لاستيعاب الهياكل العمرية المعدلة والتغيير في الهرم السكاني مع ارتفاع نسبة كبار السن في عام 2006، ارتفع معدل الإعاقة المعدل بنسبة 0.5٪ خلال الفترة الزمنية. على الرغم من أن تكرار الإعاقات البصرية والسمعية والكلامية والجسدية والفكرية لم يعتمد على الجنس أو مكان الإقامة (حضري مقابل ريفي) بمرور الوقت، فقد كانت هناك زيادة في الإعاقة العقلية بين الذكور والإناث وسكان الريف والتي لم تحدث بين سكان الحضر.

### لغة
لقد حدث تحول في اللغة المستخدمة لوصف الأفراد ذوي الإعاقة، مما يعكس زيادة تدريجية في القبول الاجتماعي للإعاقة في الصين. تاريخيا، كان المصطلح العام للأشخاص ذوي الإعاقة هو "كان فاي" (残废)، والذي يعني " أعرج وعديم الفائدة". في الوقت الحاضر، المصطلح المستخدم على نطاق واسع هو "شان جي" (残疾)، والذي يعني "مشوه"، على الرغم من أن اتحاد الأشخاص ذوي الإعاقة في الصين يدعو إلى استخدام "شان زهانج" (残障)، والذي يعني "غير مكتمل ومعوق"، كمصطلح أكثر حيادية. ومع ذلك، لا تزال العديد من المصطلحات المهينة تُستخدم في اللغة العامية لوصف الأشخاص ذوي الإعاقة، مثل "شا زي" (傻子)، والتي تعني أحمق.

## قانون

### القوانين واللوائح والسياسات
| القانون                                                 |  | السنة     | الفئة   | الموجب                                                               |
| ------------------------------------------------------- |  | --------- | ------- | -------------------------------------------------------------------- |
| دستور جمهورية الصين الشعبية                             |  | 1982      | الحماية | الحماية للأفراد ذوي الإعاقة من قبل الدولة.                           |
| قانون التعليم الإلزامي                                  |  | 1986      | التعليم | حقك في التسعة سنوات من التعليم                                       |
| قانون حماية الأشخاص ذوي الإعاقة                         |  | 1990      | العلاج  | تتشارك الأسرة والدولة مسؤولية متساوية في توفير الرعاية للمعاقين.     |
| اللوائح المتعلقة بتعليم الأشخاص ذوي الإعاقة             |  | 1994      | التعليم | تعزيز وصول الأشخاص ذوي الإعاقة إلى التعليم.                          |
| ندوة الصحة العقلية لمنظمة الصحة العصبية                 |  | 1999      | العلاج  | زيادة التزام الدولة بتوفير علاج عالي الجودة للأفراد ذوي الإعاقة.     |
| خطة الصحة العقلية الوطنية                               |  | 2002–2010 | العلاج  | تخطط الدولة لنشاط متعدد الأوجه لتغطية جوانب متعددة من رعاية الإعاقة. |
| اقتراح بشأن تعزيز المزيد من العمل في مجال الصحة النفسية |  | 2004      | العلاج  | السياسة الوطنية الصينية في مجال الصحة العقلية.                       |
| الخامس من البرنامج العالمي الوطني للفئات المعوقة        |  | 2005–2010 | الوصول  | تحسين الوصول إلى مواقع الألعاب الأولمبياد والباراليمبية.             |
| اتفاقية الأمم المتحدة لحقوق الأشخاص ذوي الإعاقة         |  | 2007      | التعليم | التعليم هو حق الإنسان                                                |
| النظام التنظيمي بشأن توظيف الأشخاص ذوي الإعاقة          |  | 2008      | الحماية | حماية الأفراد ذوي الإعاقة من التمييز في عملية العمل                  |
| معايير تصنيف و تصنيف الإعاقة                            |  | 2011      | الحماية | يحدد تعريف الإعاقة، والمعنى، والتصنيف ومستويات الإعاقة.              |
| قانون الصحة العقلية                                     |  | 2012      | العلاج  | خدمات الصحة النفسية المعيارية                                        |

### تعريف
ينص قانون جمهورية الصين الشعبية لحماية الأشخاص ذوي الإعاقة (1990) على أن "الشخص ذو الإعاقة هو من يعاني من خلل أو فقدان لعضو أو وظيفة معينة، نفسيًا أو فسيولوجيًا أو تشريحيًا، ويفقد كليًا أو جزئيًا القدرة على ممارسة الأنشطة بشكل طبيعي". ويشمل ذلك الأفراد ذوي "الإعاقات البصرية أو السمعية أو النطقية أو الجسدية، أو التخلف العقلي، أو الاضطراب العقلي، أو الإعاقات المتعددة، أو غيرها من الإعاقات". ويدعم قانون جمهورية الصين الشعبية لحماية الأشخاص ذوي الإعاقة حقوق الأفراد ذوي الإعاقة فيما يتعلق بفرص العمل، والحصول على التعليم، والمسؤولية القانونية، والرعاية الكافية.
في عام 2011، نشرت جمهورية الصين الشعبية معايير التصنيف والتقييم للإعاقة (GB/T 26341-2010)، كجزء من المعايير الوطنية لجمهورية الصين الشعبية. يعتمد هذا المعيار الوطني على مسحين وطنيين منشورين حول الإعاقة أجريا في الصين، وعدلا وفقًا للمشروع الدولي للتنمية الاجتماعية. يصنف هذا المعيار الوطني الإعاقة إلى ست فئات، وهي الإعاقة البصرية، والإعاقة السمعية، والإعاقة الكلامية، والإعاقة الجسدية، والإعاقة الفكرية، والإعاقة العقلية. لا يتم تضمين بعض العوامل المعوقة مثل العيوب الحشوية والأمراض المزمنة غير القابلة للعلاج. لا يقتصر هذا المعيار الوطني على تصنيف فئات الإعاقة فحسب، بل يحدد أيضًا تعريفات الإعاقة، والمصطلحات، ومستوى الإعاقة ومعايير تصنيفها. نشرت معايير التصنيف والتقييم للإعاقة في 14 يناير 2011، ونفذت في 1 مايو 2011.

### حماية
صدر دستور جمهورية الصين الشعبية عام ١٩٨٢ (وعُدِّل لاحقًا)، وقد كفل حماية الأفراد ذوي الإعاقة: "لمواطني جمهورية الصين الشعبية الحق في الحصول على مساعدة مادية من الدولة والمجتمع عند كبرهم أو مرضهم أو إعاقتهم. وتُطوّر الدولة التأمين الاجتماعي والإغاثة الاجتماعية والخدمات الطبية والصحية اللازمة للمواطنين لممارسة هذا الحق. وتُساعد الدولة والمجتمع في توفير فرص العمل وسبل العيش والتعليم للمكفوفين والصم والبكم وغيرهم من المواطنين ذوي الإعاقة".
في عام 2008، عززت اللوائح المتعلقة بتوظيف الأشخاص ذوي الإعاقة توظيف الأفراد ذوي الإعاقة وحمايتهم من التمييز. وذكرت أن نسبة الموظفين ذوي الإعاقة يجب أن لا تقل عن 1.5%، على الرغم من أن العدد يختلف بين المحافظات. إن عدم تلبية هذه النسبة من شأنه أن يؤدي إلى فرض رسوم على صندوق الأمن الوظيفي للأشخاص ذوي الإعاقة.

### تعليم
في عام 1986، نص قانون التعليم الإلزامي على أن لكل طفل الحق في تسع سنوات من التعليم العام المجاني: ست سنوات من المدرسة الابتدائية وثلاث سنوات من المدرسة الثانوية.
في عام 1994، كان الهدف من لوائح تعليم الأشخاص ذوي الإعاقة هو تعزيز فرص الحصول على التعليم للأفراد ذوي الإعاقة، على الرغم من أنها، وفقًا لمنظمة هيومن رايتس ووتش، "فشلت في تحقيق تقدم كافٍ في دمج الأطفال ذوي الإعاقة في المدارس العادية كما يقتضي القانون الدولي".
في عام 2007، وقعت على اتفاقية الأمم المتحدة لحقوق الأشخاص ذوي الإعاقة في الصين والتي حددت فرص التعليم المتزايدة للأطفال ذوي الإعاقة. وتؤكد الاتفاقية على نهج حقوق الإنسان تجاه الإعاقة وتؤكد أن "التعليم الشامل" هو حق أساسي من حقوق الإنسان.

### علاج
في عام 1990، نص قانون حماية الأشخاص ذوي الإعاقة على أن الأسرة والمجتمع يتحملان مسؤولية رعاية الأفراد ذوي الإعاقة.
في عام 1999، عقدت منظمة الصحة العالمية ندوة رسمية حول الصحة العقلية مع الحكومة الصينية، وبعد ذلك تعهدت الحكومة "بتحسين قيادتها ودعمها للرعاية الصحية العقلية، وتعزيز التعاون والتنسيق بين القطاعات، ووضع استراتيجية وخطة عمل للصحة العقلية، وتسهيل سن قانون وطني للصحة العقلية، وحماية حقوق المرضى".
في عام 2002، وقعت أول خطة وطنية للصحة العقلية (2002-2010) من قبل وزارات الصحة والأمن العام والشؤون المدنية واتحاد الأشخاص ذوي الإعاقة في الصين. وكانت الأهداف هي: "أ) إنشاء نظام فعال لرعاية الصحة العقلية بقيادة الحكومة بمشاركة وتعاون القطاعات الأخرى؛ ب) تسريع عملية تطوير وتنفيذ التشريعات الخاصة بالصحة العقلية؛ ج) تحسين المعرفة ورفع الوعي بالصحة العقلية بين جميع المواطنين؛ د) تعزيز خدمات الصحة العقلية لتقليل العبء والإعاقة؛ هـ) تنمية الموارد البشرية لخدمات الصحة العقلية وتعزيز قدرة المستشفيات النفسية الحالية".
في عام 2004، إقر الاقتراح الخاص بتعزيز الصحة العقلية بشكل أكبر، وهو يحدد بوضوح وسائل التدخل في القضايا النفسية، وعلاج الاضطرابات العقلية، وحماية حقوق الأفراد ذوي الإعاقة. إنها تعمل حاليًا بمثابة " السياسة الوطنية الصينية الفعلية للصحة العقلية".
في عام 2012، قام قانون الصحة العقلية بتوحيد خدمات الصحة العقلية، وألزم المستشفيات بتوفير خدمات الاستشارة، وحماية الأشخاص من تلقي العلاج ضد إرادتهم في أجنحة الطب النفسي.

### إمكانية الوصول
في عام 2005، كان الهدف من البرنامج الوطني العالمي الخامس الممتد لخمس سنوات للأشخاص ذوي الإعاقة (2005-2010) هو تحسين إمكانية الوصول إلى الألعاب الأولمبية والبارالمبية في بكين وزيادة الراحة للأفراد ذوي الإعاقة في "100 مدينة نموذجية خالية من العوائق".

## تعليم
منذ تأسيس جمهورية الصين الشعبية عام 1949، قدمت الحكومة خدمات التعليم الخاص، وأسست أول مدرسة للمكفوفين والصم في ذلك الوقت. في عام 1980، بدأ التدريب الأول لمعلمي التربية الخاصة. في تسعينيات القرن العشرين، أصبحت دورات التعليم الخاص عروضًا إلزامية في مدارس تدريب المعلمين. تعيش أغلبية (75.04%) من الأفراد ذوي الإعاقة في المناطق الريفية ومن الصعب الوصول إلى الأموال لهذه المناطق. وهكذا، أصبح نموذج "التعلم في الفصول الدراسية العادية"، الذي يدمج الأطفال ذوي الإعاقة في الفصول الدراسية مع الأطفال غير المعاقين، أكثر شعبية، وفي عام 2003، كان حوالي 67% من الأفراد ذوي الإعاقة في مثل هذه المدارس. ومع ذلك، فقد لوحظ أن الطلاب ذوي الإعاقة "يجلسون بمفردهم، معزولين عن أنشطة الفصل الدراسي، أو حتى يبقون في المنزل، على الرغم من حقيقة أن أسمائهم مدرجة في قائمة التسجيل". بالإضافة إلى ذلك، لم يتم تدريب المعلمين في المناطق الريفية بشكل عام على تدريس الطلاب ذوي الإعاقة. يقتصر التعليم المهني للأطفال ذوي الإعاقة على "الرسم للطلاب ذوي الإعاقة السمعية، والتدليك والنسيج للطلاب ذوي الإعاقات البصرية، والخياطة لأولئك الذين يعانون من التخلف العقلي".
توجد في الوقت الحاضر مدارس خاصة مخصصة للأطفال ذوي الإعاقة. وبحسب الاتحاد الصيني للأشخاص ذوي الإعاقة، بلغ عدد المدارس الخاصة في عام 2009، 1697 مدرسة للأطفال المكفوفين والصم والمعاقين ذهنياً. وكان هناك أيضًا 2801 فصلًا خاصًا في المدارس العامة. في المجموع، هناك 545000 طالب مسجلين في التعليم الخاص.

## عائلة
تواجه الأسر التي لديها أطفال من ذوي الإعاقة ظروفًا فريدة في تربية أطفالها. وأفاد بعض الآباء أنهم تعرضوا لسلوكيات تمييزية صارخة من قبل الغرباء بسبب إعاقة طفلهم. علاوة على ذلك، من المعروف أن المدارس العامة لا تقبل الأطفال ذوي الإعاقة، وبالتالي تحرمهم من فرصة الوصول إلى حقهم في التعليم. كما أن تربية الأطفال ذوي الإعاقة أكثر تكلفة مقارنة بالأطفال غير المعاقين، ويختلف العبء السنوي للتكلفة حسب أنواع الإعاقة: حوالي 6400 يوان صيني أكثر للأطفال ذوي الإعاقة العقلية، وحوالي 16500 يوان صيني أكثر للأطفال ذوي الإعاقة الجسدية، وحوالي 20000 يوان صيني أكثر للأطفال المصابين بالتوحد. تظهر إحدى الدراسات أن الأسر التي لديها أطفال من ذوي الإعاقة تنفق المزيد من المال على تكاليف الرعاية الطبية وتكاليف التعليم والملابس والترفيه مقارنة بالأسر التي ليس لديها أطفال من ذوي الإعاقة. كما أفاد آباء الأطفال ذوي الإعاقة بارتفاع مستويات التوتر بسبب تلبية الاحتياجات اليومية لأطفالهم، والتفاعل مع بقية المجتمع، والتعامل مع التشاؤم.

## المناصرة
تقليديا، كان الأفراد ذوو الإعاقة في الصين يتعرضون للتمييز ولم يكن لديهم إمكانية الحصول على المساعدة.

### دينغ بوفانغ
لقد كانت فترة الثمانينيات والتسعينيات فترة إصلاح لقضية الإعاقة حيث اتخذت الأمم المتحدة موقفا دوليا بشأن هذا الموضوع. وفقًا لكلية ويليام وماري، "عززت هذه الجهود الأولية بدورها بدعم من دينج بوفانج". دينج بوفانج هو ابن دينج شياو بينج، الذي يُنسب إليه تنفيذ الإصلاح الاقتصادي الصيني لرفع مستويات معيشة الأفراد والحد من الفقر في الصين. في عام 1968، اعتقل دينج بوفانج من قبل الحرس الأحمر لأن والده كان يعتبر منتقدًا سياسيًا للرئيس ماو تسي تونج. بعد أشهر من الإساءة والاستجواب، "حاول دينج الانتحار بإلقاء نفسه من نافذة في الطابق الثالث". وعلى الرغم من أن السقوط لم يقتله، فقد أصبح مشلولًا ويعتمد على كرسي متحرك للتنقل.
ومع ذلك، وبفضل موقع عائلته القوي، تمكن دينج بوفانج في عام 1988 من تعزيز أجندة الأفراد ذوي الإعاقة من خلال تشكيل منظمة شبه حكومية، اتحاد الأشخاص ذوي الإعاقة في الصين. قال: "لقد أصبح عملي أكثر سهولةً بفضل والدي. ومن أهمّ هذه الأسباب أنني كلما طلبتُ لقاءً بمسؤولين رفيعي المستوى، كانوا يلتقون بي. وبينما لا يحصل شخصٌ عاديٌّ من ذوي الإعاقة على لقاء، فقد تمكنتُ من ذلك. وهذا يعود إلى والدي".

### الاتحاد الصيني للأشخاص ذوي الإعاقة
تتمثل مهمة اتحاد الأشخاص ذوي الإعاقة في الصين في تعزيز التنمية للأفراد ذوي الإعاقة، والحفاظ على المشاركة المتساوية والكاملة في الحياة الاجتماعية للأفراد ذوي الإعاقة، والسماح للأفراد ذوي الإعاقة بالمشاركة في الإنجازات الاجتماعية والمادية والثقافية. في عام 2008، فاز دينج بوفانج بجائزة الأمم المتحدة لحقوق الإنسان لعمله في تعزيز حقوق الأفراد ذوي الإعاقة في الصين. اعتبارًا من 2014، يظل دينج بوفانج رئيسًا فخريًا لهيئة رئاسة اتحاد الأشخاص ذوي الإعاقة في الصين.

## رياضة

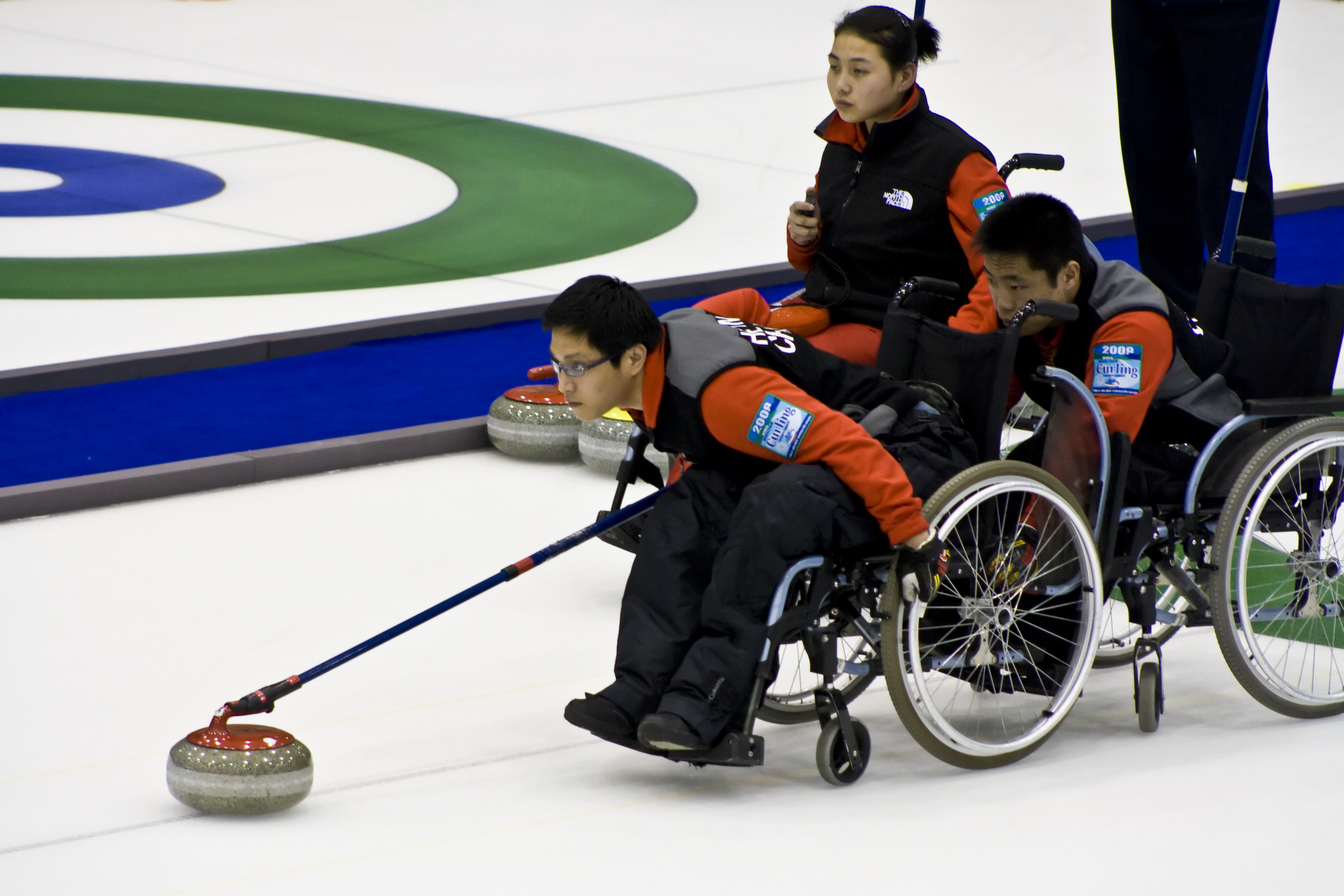
فريق الصين في بطولة العالم للكيرلنج على الكراسي المتحركة، 2009.

### الألعاب البارالمبية
كانت الصين واحدة من أكثر الدول نجاحا في الألعاب البارالمبية حيث تصدرت جدول الميداليات البارالمبية منذ دورة الألعاب البارالمبية الصيفية 2004. لدى الصين رصيد من الميداليات يتجاوز الألف في تاريخ الألعاب البارالمبية.

#### دورة الألعاب البارالمبية الصيفية 2008
استضافت بكين، الصين، دورة الألعاب الأولمبية الصيفية 2008 ودورة الألعاب البارالمبية الصيفية 2008. ومن خلال هذا الحدث، قامت الصين بتعديل البنية التحتية الحالية لتصبح أكثر ملاءمة للأفراد ذوي الإعاقة، مثل إضافة مصاعد الكراسي المتحركة في محطات المترو، وهو ما كان جزءًا من تحول أوسع في الموقف ليكون أكثر قبولًا للأفراد ذوي الإعاقة. وفقًا لـ تشيان تشي لينغ، أستاذة التربية الخاصة بجامعة بكين العادية، "بفضل الألعاب البارالمبية، أصبح الجمهور الصيني الآن يتعلم بنشاط عن الأشخاص ذوي الإعاقة، بدلاً من الشعور بالرعب منهم ورفضهم كما كان الحال في السابق. أعتقد أن التأثير سيكون طويل الأمد: لقد أدرك الجمهور أنهم قادرون على القيام بأشياء ولديهم حقوق تمامًا مثل أي شخص آخر".

### دورة الألعاب الآسيوية البارالمبية 2010
وقد أدت مشاركة الصين في دورة الألعاب الآسيوية عام 2010 ودورة الألعاب الآسيوية للمعاقين عام 2010 إلى تغييرات مماثلة. وبما أن دورة الألعاب الآسيوية لذوي الاحتياجات الخاصة أقيمت في قوانغتشو عام 2010، فقد جددت الملاعب لتلبية متطلبات إمكانية الوصول ولتكون خالية من العوائق للأشخاص ذوي الإعاقة. وفقًا لوانج شينشيان، رئيس اللجنة البارالمبية الوطنية الصينية، فإن الألعاب البارالمبية الآسيوية "تعزز الوعي بكيفية مشاركة الأشخاص ذوي الإعاقة في الشؤون الاجتماعية والرياضية"، كما زادت أيضًا من وعي الجمهور باحتياجات الأفراد ذوي الإعاقة فيما يتعلق بالعلاج المناسب والحقوق السياسية.

### الألعاب الأولمبية للصم
شاركت الصين في دورة الألعاب الأولمبية للصم بشكل منتظم وكانت واحدة من الدول الناجحة في دورة الألعاب الأولمبية للصم وحصلت على 99 ميدالية.